# بلديات رومانيا

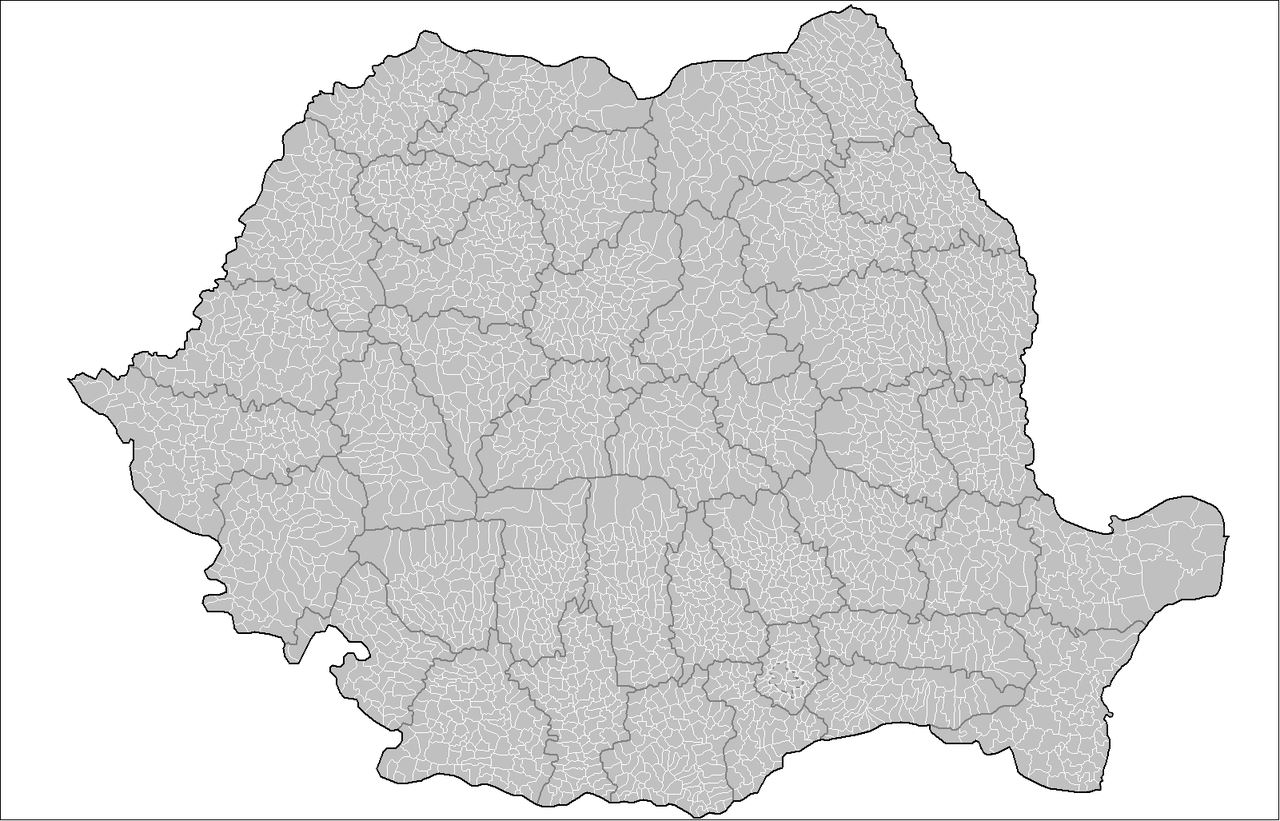
وحدات الإدارة المحلية في رومانيا

البلدية (بالرومانية comună) هي أدنى مستوى من التقسيمات الإدارية في رومانيا. هناك 2,686 بلدية في رومانيا. البلدية هي وحدة ريفية من مقاطعة. المناطق الحضرية، مثل المدن والبلدات داخل المقاطعة، وبالنظر إلى حالة من المدينة أو البلدية.
من حيث المبدأ البلدية يمكن أن تحتوي على أي حجم من السكان، ولكن في الواقع عندما ترتفع البلدية نسبيا ويتجاوز عدد سكانها الـ 10,000 نسمة، فهي عادة ما تُمنح صفة (مدينة). على الرغم من أن المدن هي على نفس المستوى الإداري للبلديات، الحكومات المحلية تُنظم بطريقة تُعطيها المزيد من القوة. ويوجد بعض المناطق الحضرية أو شبه الحضرية (أقل من 10,000 نسمة) أُعطيت صفة (مدينة).
كل بلدية يديرها عمدة (بالرومانية primar). البلدية تتكون من قرية واحدة أو أكثر من القرى التي لا تمتلك صفة إدارية. البلديات، مثل المدن تتوافق مع المستوى الثاني لتقسيم الوحدات الإدارية المحلية (LAU) للاتحاد الأوروبي.
وتعتبر بلدية فلورستي في مقاطعة كلوج أكبر بلدية في رومانيا، حيث يسكنها أكثر من 22,000 نسمة.

## بلديات رومانيا حسب عدد السكان
| السكان        | عدد البلديات | إجمالي عدد سكان في هذه البلديات |
| ------------- | ------------ | ------------------------------- |
| أقل من 1,000  | 52           | 38,000                          |
| 1,000-3,000   | 1054         | 2,291,000                       |
| 3,000-5,000   | 996          | 3,850,000                       |
| 5,000-7,000   | 398          | 2,323,000                       |
| 7,000-9,000   | 130          | 1,016,000                       |
| أكثر من 9,000 | 56           | 613,000                         |
| المجموع       | 2,686        | 10,139,000                      |

جدول عدد بلديات رومانيا حسب عدد السكان (إحصاءات عام 1999).